# Ɇ
Ɇ, ɇ (E с диагональным штрихом) — буква латиницы, образованная от E с добавлением диагональной черты через букву. Она присутствует в орфографии языка Масауа, где она обозначает звук [ɛ], а также в нескольких других языках Мексики. Жак Пеллетье дю Ман использовал его в своем предложении по реформе французской орфографии "Диалог об ортографии и французском произношении" (1550).